# Agelasta sikkimensis
Agelasta sikkimensis là một loài bọ cánh cứng trong họ Cerambycidae.